# Plutarco Elías Calles Chacón
Plutarco Elías Calles Chacón, también conocido como Plutarco Elías Calles hijo (Guaymas, Sonora; 28 de julio de 1901 - Monterrey, Nuevo León; 2 de diciembre de 1976) fue un ingeniero y político mexicano que fue gobernador interino del Estado de Nuevo León durante una de las varias ausencias del gobernador Aarón Sáenz, y posteriormente fue alcalde de la ciudad de Monterrey.

## Biografía
Nació en Guaymas, Sonora, el 28 de julio de 1901, siendo el segundo de los doce hijos del general y presidente de México Plutarco Elías Calles y de Natalia Chacón. Realizó sus estudios superiores en la Ciudad de México, graduándose como ingeniero.
En 1921 se trasladó al estado de Nuevo León, donde adquirió la hacienda de Soledad de la Mota, en el municipio de General Terán, y en donde inició sus actividades dentro del Partido Nacional Revolucionario.
A partir de septiembre de 1927, y durante dos años, Calles Chacón se desempeñó como diputado local. Precisamente en su calidad de diputado fue que se encargó interinamente de la gubernatura de Nuevo León de abril a junio de 1929, durante una de las licencias concedidas al gobernador constitucional Aarón Sáenz.
De 1930 a 1932 fue diputado federal a la XXXIV Legislatura Federal por el distrito de Linares (cargo público que desempeñó nuevamente dos años después, a la XXXVI Legislatura Federal, de 1934 a 1937) y del 1 de enero de 1933 al 31 de diciembre de 1934 fue alcalde de Monterrey.
En 1935, apoyado por el Partido Nacional Revolucionario, Plutarco Elías Calles hijo contendió por la gubernatura de Nuevo León contra el general Fortunato Zuazua, quien a su vez era respaldado por el Partido Liberal Nuevoleonés y contaba con la simpatía de la mayoría de los ciudadanos. Dichas elecciones fueron muy polémicas y violentas; el abrumador triunfo de Zuazua fue desconocido por el gobierno federal y la Secretaría de Gobernación declaró la nulidad de los comicios.
Tras estos sucesos, el ingeniero Calles se retiró de la vida pública y se dedicó al cultivo de cítricos con gran éxito; de hecho, fue uno de los primeros en exportar este producto a Europa. Plutarco Elías Calles Chacón falleció en Monterrey el 2 de diciembre de 1976 y fue sepultado en el panteón del Roble.
Estuvo casado con Elisa Sáenz Garza, hermana del Gral. y Lic. Aarón Sáenz y del Profr. Moisés Sáenz, y fue padre del alcalde de General Terán Plutarco Elías Calles Sáenz.